# San Pio delle Camere
San Pio delle Camere település Olaszországban, Abruzzo régióban, L’Aquila megyében. Lakosainak száma 656 fő (2023. január 1.). San Pio delle Camere Caporciano, Castelvecchio Calvisio, Prata d’Ansidonia, Barisciano és Carapelle Calvisio községekkel határos.

## Népesség
A település lakossága az elmúlt években az alábbi módon változott:
| Lakosok száma | 671  | 681  | 656  |
|               | 2017 | 2018 | 2023 |